# 莫格倫足球會
莫格倫足球會是一所位於黑山布德瓦的足球俱樂部。由2006年起，球隊於黑山足球甲級聯賽中比賽。莫格倫成立於1920年，在 2007–08 球季，球隊奪得了黑山盃冠軍及黑山足球甲級聯賽第三名；於 2008–09 球季，球隊更首嘗得黑山足球甲級聯賽冠軍。

## 獎項
- 黑山足球甲級聯賽冠軍：（2）
  - 2008–09、2010–11

- 黑山盃冠軍：（1）
  - 2007–08

## 主球場
莫格倫球場（Stadion Lugovi）是莫格倫的主場，位於黑山布德瓦。現時該球場主要是舉行足球比賽，內量有 4,000 人。
莫格倫球場於不久後便會遭拆卸，會於原址興建新酒店，並於頂層（4 樓）興建新球場，預計能容納 15,000 人。

## 歐戰成績
以下是莫格倫近年於歐洲賽事中的成績：
| 球季    | 賽事           | 圈數         | 國家   | 球會         | 作客成績 | 主場成績 |
| ------- | -------------- | ------------ | ------ | ------------ | -------- | -------- |
| 2008-09 | 歐洲足協盃     | 外圍賽第一圈 | 以色列 | 艾朗尼夏普爾 | 1-1      | 0-3      |
| 2009-10 | 歐洲聯賽冠軍盃 | 外圍賽第一圈 | 马耳他 | 希伯尼恩斯   | 2-0      | 4-0      |
| 2009-10 | 歐洲聯賽冠軍盃 | 外圍賽第二圈 | 丹麦   | 哥本哈根     | 0-6      | 0-6      |

## 參看
- Fudbalski savez Crne Gore

## 外部連結
- 官方網頁 （页面存档备份，存于）
- 黑山足球協會官網 - 莫格倫資料[]